# Sangbaolage
Sangbaolage (kinesiska: 桑宝拉格, 桑宝拉格苏木) är en socken i Kina. Den ligger i den autonoma regionen Inre Mongoliet, i den norra delen av landet, omkring 260 kilometer nordost om regionhuvudstaden Hohhot.
Genomsnittlig årsnederbörd är 325 millimeter. Den regnigaste månaden är juli, med i genomsnitt 79 mm nederbörd, och den torraste är januari, med 1 mm nederbörd.